# Pseudochiridiidae
Pseudochiridiidae är en familj av spindeldjur. Pseudochiridiidae ingår i överfamiljen Cheiridioidea, ordningen klokrypare, klassen spindeldjur, fylumet leddjur och riket djur. Enligt Catalogue of Life omfattar familjen Pseudochiridiidae 12 arter. 
Kladogram enligt Catalogue of Life:
| Pseudochiridiidae | \| \| Paracheiridium \| \| \| \| \| \| Pseudochiridium \| \| \| \| |
|                   | \| \| Paracheiridium \| \| \| \| \| \| Pseudochiridium \| \| \| \| |
|                   | dvärgklokrypare                                                    |
|                   |                                                                    |
|                   | Paracheiridium                                                     |
|                   |                                                                    |
|                   | Pseudochiridium                                                    |
|                   |                                                                    |

|  | Paracheiridium  |
|  |                 |
|  | Pseudochiridium |
|  |                 |